# Passaporte uruguaio
Passaportes uruguaios são emitidos para os cidadãos uruguaios viajar para fora do Uruguai. Para viajar em países do Mercosul, seus portadores podem utilizar suas identidades.
O Ministério do Interior uruguaio começou a emitir o passaporte biométrico desde 16 de outubro de 2015. O novo passaporte cumpre os padrões estabelecidos pelo Visa Waiver Program dos Estados Unidos. O tempo padrão de emissão é de 20 dias úteis. No entanto, a emissão urgente de 48 horas está disponível por uma taxa maior.

## Emissão
Os documentos para emissão do documento variam de acordo com a idade do cidadão.
- Maior de 18 anos

Carteira de identidade em bom estado. Certidão de Antecedentes Criminais expedido pela Direção Nacional de Polícia Técnica. A pessoa declarada judicialmente incapaz e sujeita a curadoria, mesmo que exercida por um ou ambos os pais, deve apresentar autorização judicial. No caso de pessoas cuja incapacidade é evidente, mas que não são declaradas incapazes, devem apresentar o certificado do Registro Nacional de Atos Pessoais, Seção de Interdicções com a finalidade de provar que elas não têm uma deficiência inscrita.
- Menor de 18 anos

Certidão de nascimento com menos de 30 dias de emissão. Carteira de identidade em boas condições. Autorização expressa dos pais. Se o menor é casado, ele ou ela não precisa comparecer com os pais, mas deve apresentar a certidão de casamento com menos de trinta dias após a emissão.

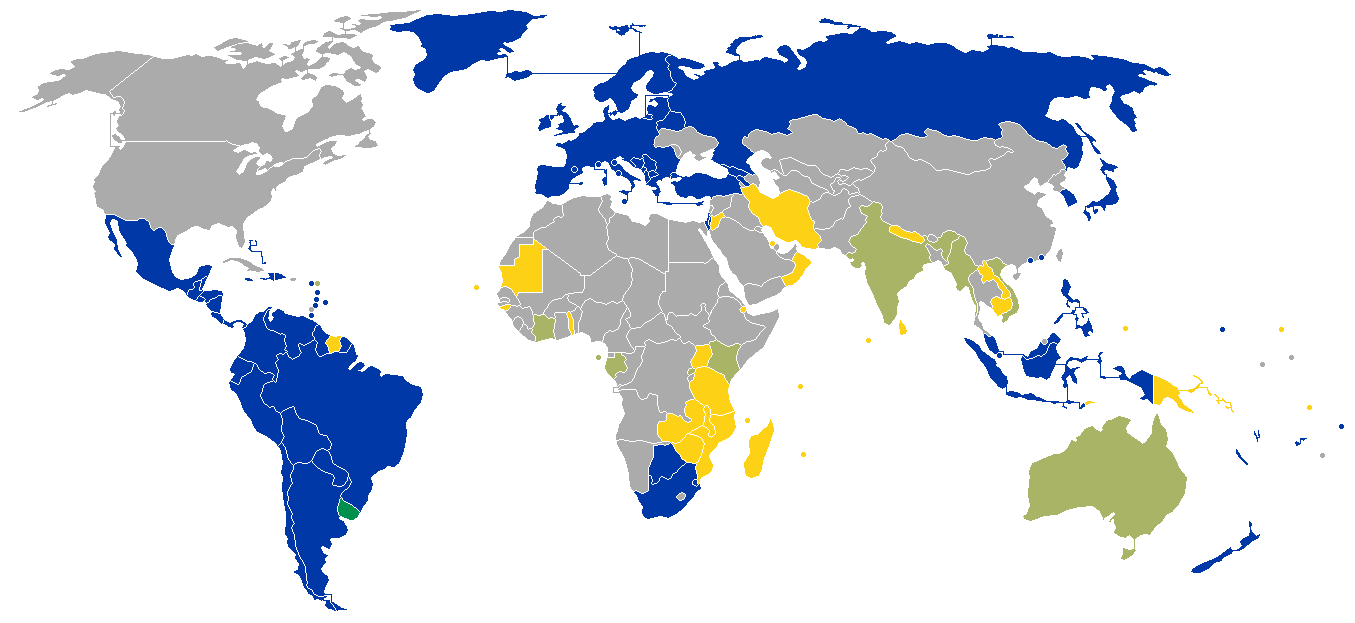
Mapa dos países que exigem ou não visto para passaportes uruguaios